# Владимир Мандиев
Владимир Мандиев е български юрист и политик, кмет на Неврокоп (днес Гоце Делчев) в 1923 година.

## Биография
Владимир Мандиев завършва право и става адвокат. В 1909 година Мандиев, бивш екзархийски помощник капукехая, е назначен за мирски съветник при Българската екзархия. Кмет е на Неврокоп в периода от февруари до юни 1923 година.